# Vaseno
Vaseno je naselje v Občini Kamnik.